# Grabowhöfe
Grabowhöfe è un comune del Meclemburgo-Pomerania Anteriore, in Germania.
Appartiene al circondario della Seenplatte del Meclemburgo ed è parte della comunità amministrativa (Amt) di Seenlandschaft Waren.
Dal 1º gennaio 2013 è stato accorpata al comune di Grabowhöfe la località di Vielist.